# Унарна операція
У математиці унарна операція — операція тільки з одним операндом, інакше операція з єдиним входом, або функція від однієї змінної.
Більш формальне визначення: унарною операцією на множині {\displaystyle M} називається відображення множини в себе {\displaystyle M\to M}, яке кожному елементу {\displaystyle M}, операнду, ставить у співвідношення деякий елемент тої самої множини, результат.
Звичайні види запису — префіксний запис (+, −, ¬), постфіксний запис (факторіал: {\displaystyle n!}), функційний запис ({\displaystyle \sin x} або {\displaystyle \sin(x)}).

## Приклади
В алгебрі:
- Піднесення до степеня
- Зміна знака числа
- Комплексне спряження

У геометрії:
- Перетворення подібності
- Відбиття фігури відносно заданої осі
- Інверсія

Інше:
- Логічне заперечення

## Зноски
1. ↑  Unary Operation -- from Wolfram MathWorld. Процитовано 31 липня 2023.